# Young Couples
Pour plus de détails, voir Fiche technique et Distribution.
Young Couples est un film français réalisé par Marc di Domenico et sorti en 2013.

## Fiche technique
- Titre : Young Couples
- Réalisation : Marc di Domenico
- Scénario : Marc di Domenico et Chloé Pangrazzi
- Photographie : Daniel Everett Patrick
- Montage : Michel Klochendler
- Musique : Philippe Sarde
- Production : Artisan Producteur
- Pays de production :  France
- Durée : 76 minutes
- Date de sortie : France - 30 décembre 2013

## Distribution
- Doria Achour
- Mischa Aznavour
- Erick Deshors
- Caroline Ducey
- Chloé Pangrazzi
- Michel_Klochendler
- Christophe Miclotte
- Daniel Everett Patrick

## Sélection
- Festival international du film de Madrid 2015[1]